# Beilschmiedia angustielliptica
Beilschmiedia angustielliptica är en lagerväxtart som beskrevs av F.G. Lorea-hernández. Beilschmiedia angustielliptica ingår i släktet Beilschmiedia och familjen lagerväxter. Inga underarter finns listade i Catalogue of Life.